# Dicranomyia fulvithorax
Dicranomyia fulvithorax är en tvåvingeart som först beskrevs av Philippi 1866.  Dicranomyia fulvithorax ingår i släktet Dicranomyia och familjen småharkrankar. Inga underarter finns listade i Catalogue of Life.